# ملة أبغير (لوداب)
ملة أبغير (بالفارسية: مله ابگیر) هي قرية تقع في إيران في قسم لوداب الريفي. يقدر عدد سكانها بـ 53 نسمة بحسب إحصاء 2016.